# Venušiny misky
Venušiny misky jsou národní přírodní památka zhruba čtyři kilometry jižně od obce Velká Kraš v okrese Jeseník. Chráněné území zaujímá vrcholovou část Smolného vrchu (404 m n. m.) v Žulovské pahorkatině. Oblast spravuje AOPK ČR Správa CHKO Jeseníky.
Důvodem ochrany je jedinečný geomorfologický výtvor. Skalní misky a další útvary vznikaly v pleistocénu a holocénu chemickým působením srážkové vody, zvětráváním a kulovitou odlučností místní žuly. Největší prohlubně dosahují několika metrů v průměru. Skalisko s Venušinými miskami je upraveno jako vyhlídka, ohrazena kovovým zábradlím.
Dle pověsti dostaly své pojmenování Venušiny misky po nadpřirozených bytostech (Venušiny lidičky, německy Venusleute), kteří žili pod skalami a bylo možno je spatřit pouze po setmění. Skalní misky tito tvorové využívali ke koupání, praní nebo k vaření.